# Medalla del Homenaje de los Ayuntamientos a los reyes Alfonso XIII y Victoria Eugenia
La Medalla del Homenaje de los Ayuntamientos a los reyes Alfonso XIII y Victoria Eugenia es una distinción conmemorativa española creada en 1925.

## Historia
En el año 1925, dos años después de instaurada la Dictadura de Primo de Rivera, se organizó en Madrid un homenaje a los reyes Alfonso XIII y Victoria Eugenia el día 23 de enero, coincidiendo con el onomástico del monarca. La historiografía ha considerado este homenaje como un acto de desagravio tras la publicación en París de la obra de Vicente Blasco Ibáñez Una nación secuestrada.
Tras el éxito del homenaje y las múltiples peticiones de crear una distinción, el 19 de mayo de 1925 se publica un real decreto por el que se crea una medalla conmemorativa. La concesión de esta podía ser solicitada por un conjunto amplio de personas, civiles o militares, cumplimentando un formulario y abonando 10 pesetas. Los fondos recaudados estarían destinados a la compra del conocido como Archivo de Colón o de Veragua, actualmente en el Archivo General de Indias.
La Unión Patriótica era la encargada de la gestión de las solicitudes y el envío de las medallas. Debido a la multitud de concesionarios y su vinculación con el partido único, la medalla acabó convirtiéndose en un elemento de adhesión patriótica.

## Insignia
La insignia tenía una forma similar a un rectángulo, simulando un pergamino con ángulos enrollados. 
En el anverso figuraba un medallón con el relieve de los reyes Alfonso XIII y Victoria Eugenia posando de perfil rodeado por la siguiente inscripción, dispuesta sobre una cinta: Homenaje de los ayuntamientos a los Reyes - 23 de enero de 1925.
El reverso llevaba labrado un medallón en relieve en el que se mostraba la inscripción: Todos y todo por la Patria. El medallón contenía la figura de un trabajador apoyado en una pala y levantando el brazo izquierdo. Este medallón se rodeaba por una corona de laurel. Por encima se ubicaba una corona real.
La cinta de la orden consistía en una banda de color amarillo, y una franja roja en el centro de igual tamaño de las laterales.
Existía una medalla para caballeros, que se llevaba prendida de la cinta, y una medalla para mujeres, de menor tamaño, que se llevaba prendida de un lazo formado con la cinta propia de la medalla. La medalla era llevada prendida en la parte superior izquierda del pecho.

## Galería

Retratos de los infantes Jaime, Juan y Gonzalo luciendo la medalla (De la serie de retratos de la familia real española pintada en 1927 por Philip de Laszlo)
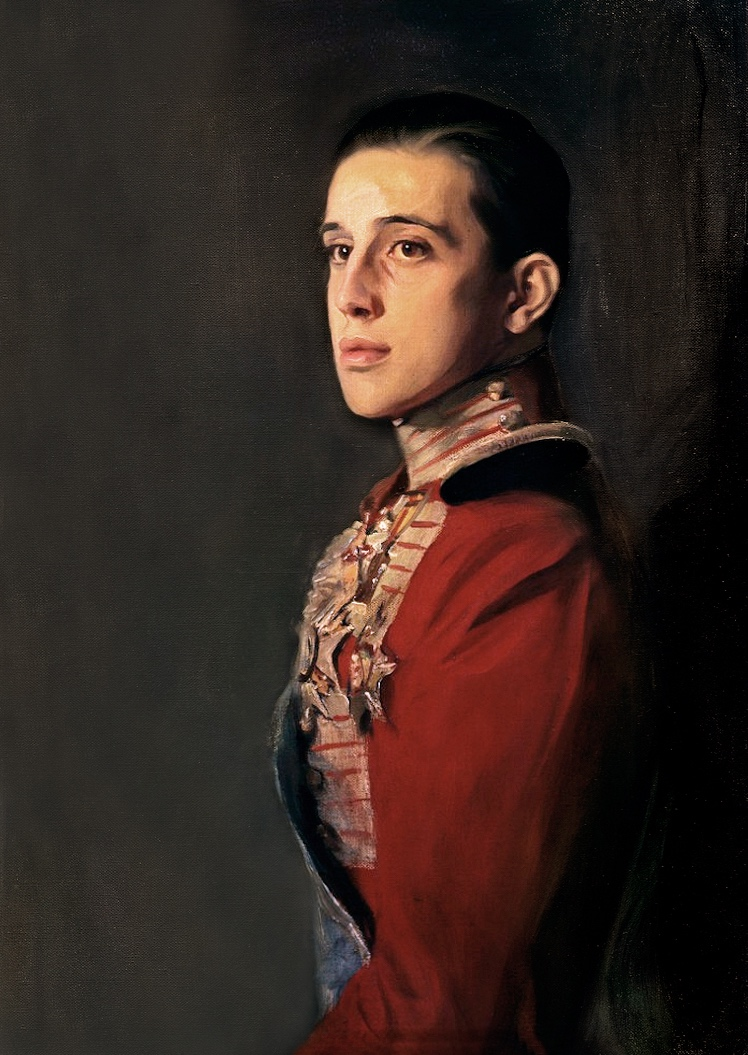
Don Jaime (futuro duque de Segovia)
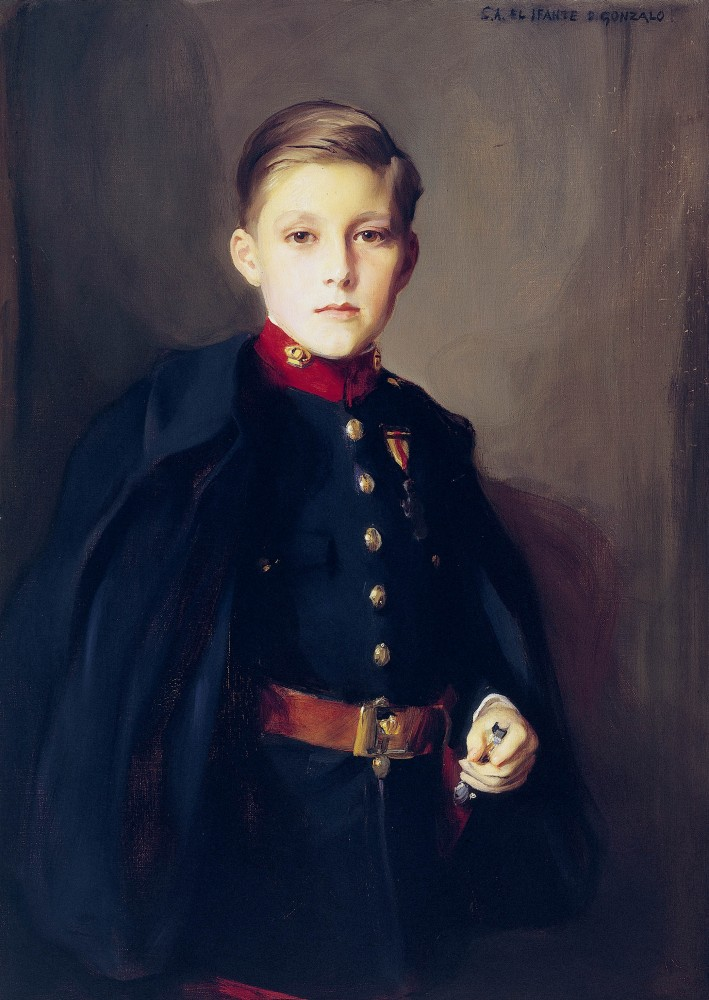
D. Gonzalo
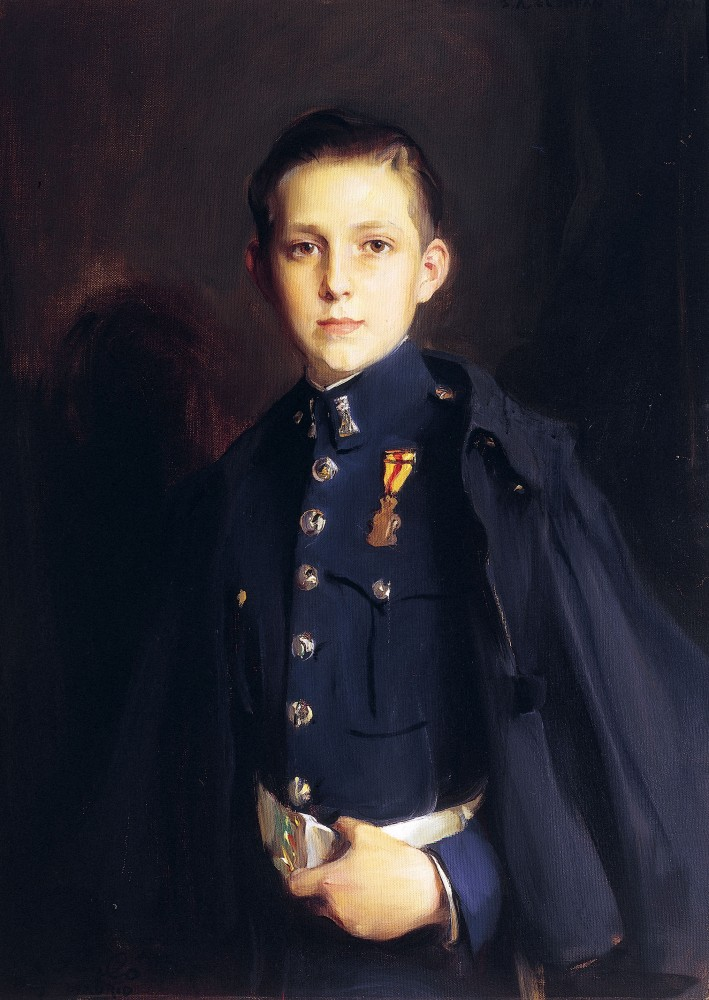
D. Juan (futuro conde de Barcelona)